# Liesa Naert

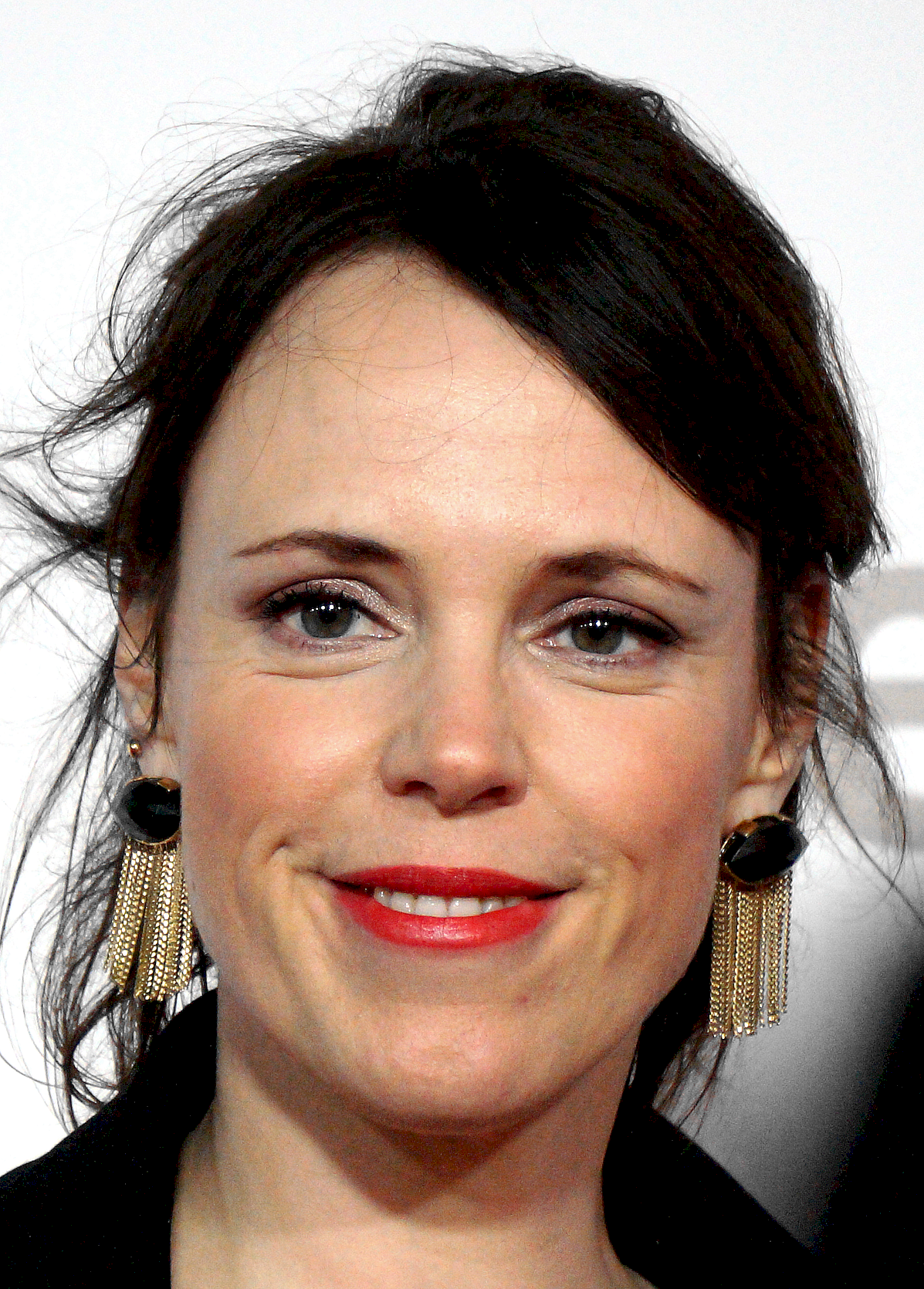
Liesa Naert (2024)

Liesa Naert (* 1982 in Brügge) ist eine belgische Schauspielerin, die vor allem für ihre Fernsehrollen als Saskia in Willy's en Marjetten, Griet in Eigen kweek und Cynthia in Quiz Me Quick bekannt ist.
Naert studierte Theater am Konservatorium in Gent. Im Rahmen dieses Studiums tourte sie mit dem Theaterstück 4.48 Psychosis der britischen Dramatikerin und Regisseurin Sarah Kane. Nach ihrem Studium war sie bei den Bühnen De Werf und dem Kindertheater 4Hoog aktiv. Auf letzterer spielte sie in Der König ohne Kleider, einem Theaterstück, das für Kinder inszeniert wurde.

## Die Causa De Pauw
2017 reichte Naert dem Medienunternehmen VRT eine Beschwerde über grenzüberschreitendes Verhalten von Bart De Pauw ein. Die Generalstaatsanwaltschaft leitete aufgrund von Naerts und Beschwerden weiterer betroffener Frauen eine Untersuchung ein.

## Filmografie
- 2006: Willy's en Marjetten – Tamara
- 2007: De Slimste Mens ter Wereld
- 2007: Witse – Ilse Dekeyn
- 2007: Aspe – Roos
- 2011: De Ronde – Verpleegster
- 2011: Code 37 – Ida Kussé
- 2012: De zonen van Van As – Gitte
- 2012: Quiz Me Quick – Cynthia Moons
- 2012: Offline – Sofie
- 2013: Galaxy Park – Marina
- 2013: Spelen met uw leven – verschillende rollen
- 2013, 2018: Connie & Clyde – Maria
- 2013–2019: Eigen kweek – Griet Despriet
- 2014: Achter de feiten – verschillende rollen
- 2014: In Vlaamse velden – Burgervrouw
- 2014: Aspe – Ruth
- 2014: Brabançonne – Tine
- 2014: De Ideale Wereld
- 2015: F.C. De Kampioenen 2: Jubilee General – meisje in de Pussycat
- 2017: Bad Trip – Sophie
- 2018: Gevoel voor Tumor – Inge Devriendt
- 2019: F.C. De Kampioenen 4: Viva Boma – meisje van de Pussycat
- 2019–2022: De Hoppers – Jackie Hopper
- 2020: Zie mij graag – Verpleegster van Kind & gezin
- 2020: Niets Te Melden – Tanya (in aflevering 4)
- 2020: De Anderhalve Meter show – verschillende rollen
- 2022: Doe Zo Voort – Mama van Cas